# El nan belluguet
El nan belluguet, El follet saltador, El nan saltador o Saltacatrec és el títol d'un conte popular que va ser recollit pels Germans Grimm amb el títol en alemany Rumpelstilzchen. El motiu que existeix en múltiples variants, relata la història d'una noia que es troba davant una tasca impossible i que arrisca la vida si no l'acaba. Compleix la tasca amb l'ajuda d'un ésser dotat de forces màgiques, que en bescanvi li demanda quelcom que li és molt car. Només pot alliberar-se de l'obligació endevinant el seu nom o un altre secret del dimoni. El primer esment d'un follet fressós nomenat Rumpelstiltz (Rumpelstilzchen n'és el diminitiu) data del 1575.

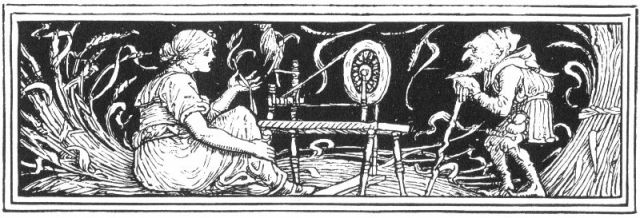
La noia i el nan belluguet (1886), engravat de Walter Crane (1845-1915)

 El motiu va ser catalogat en la Classificació Aarne-Thompson amb el número 500. És absent del folklore tradicional de la península Ibèrica, però es va popularitzar des del segle xix quan les traduccions dels contes de Grimm en versió per a nens van publicar-se. La versió recollida pels Grimm és la més coneguda, però com en qualsevol motiu de la narrativa popular, n'existeixen innombrables variacions.

## Argument
Una mare (o un pare) lloava que la seva filla és tan bona filadora, que fins i tot podia filar or amb mera palla. El rei promet que es casarà amb la noia si això és veritat, al cas contrari, perdrà la vida. Fa la prova i deixa la noia en un lloc amb palla i una filosa. Queda desesperada, però a l'últim moment apareix un nan geperut, que promet ajudar-la, si ella del seu costat, promet casar-lo. Només té una manera d'alliberar-se d'aquesta prometença si en un termini fixat, pot endevinar el seu nom. La filla comença filar or, i el resultat agrada al rei que queda molt satisfet. Aleshores arriba el nan i demana a la noia si ha trobat el seu nom. Algú conta a la noia que ha vist un nan molt content que dansava a l'entorn d'una foguera i cantava el seu nom. La noia se n'alegra i quan el nan torna, fa semblant equivocar-se dues vegades, però a la tercera diu el nom exacte Rumpelstilzchen. Aleshores el nan s'enfada i enfonsa un peu a la terra i amb les mans pren l'altre peu i mor en esberlar-se. Alternativament, espeternega amb tanta ràbia, que la terra s'obre i que desapareix en l'esquerda. Al País Valencià es diu «nan saltador» i desapareix «enmig d'un núvol negre, de la malícia que tenia».
Segons Grimm la protagonista és filla d'un moliner, altres en fan la filla d'un masover. En altres variacions la prova es fa en escalada en tres fases, un arquetip clàssic dels contes. El primer dia dona el seu collar al nan en bescanvi de la seva ajuda. El rei està content, però vol una segona prova. El segon dia la noia cedeix el seu anell, però el rei vol una tercera prova, i aleshores el nan demana el seu primogènit. Prometatge del qual només podrà alliberar-se en endevinar el seu nom. En una variant de Lotaríngia molt comuna, no ha d'endevinar el seu nom, però la seva edat que segons les variants és 7 vegades 777 anys o cent mil anys. Hi ha versions on el protagonista és un home que ha de realitzar un edifici en un termini impossible, i cada vegada rep ajuda d'un nan, d'un gegant o qualsevol ésser sobrenatural que en bescanvi demana o els ulls, o la vida o altres coses cares.

## Adaptacions
El conte popular continua inspirant artistes que en fan noves interpretacions, pel·lícules, obres de teatre…

### Versions infantils
- Ja el 1889 l'escriptor escocès Andrew Lang va reprendre el motiu, amb el títol anglicitzat Rumpelstiltskin en una versió molt suavitzada per a nens al Llibre blau de la seva col·lecció Els llibres de les fades.
- Xavier Carrasco, El nan belluguet, La Galera, 1996, 9788424614577
- El follet saltador (Rumpelstiltskin) Arxivat 2016-03-03 a Wayback Machine., s.d., s.n.
- Carles Busquets (text i il·lustracions), El follet saltador, Madrid, Suaeta, 1980, ISBN 8430505164
- Gascón, Francesc. «El nan saltador». A: Rondalles de la Vall d'Albaida i l'Alcoià.  Ontinyent: Institut d'Estudis de la Vall d'Albaida, 1999, p. 151-155.

### Música
- Split Myself in Two, canço dels Meat Puppets
- El tercer moviment dels Märchenbilder, op. 113 de Robert Schumann
- Rumpelstilskin, ballet de David Sawer

### Pel·lícules
- Rumpelstiltskin (1915)
- Rumpelstiltskin (1915), de Raymond B. West
- Rumpelstilzchen (1955), de Herbert B. Fredersdorff
- Rumpelstilzchen (1960), de Christoph Engel
- Rumpelstilzchen (1966), putxinel·lis de l'Augsburger Puppenkiste
- Rumpelstiltskin (1987), de David Irving
- Rumpelstilzchen (2009) versió de David Ungureit de la cadena de televisió WDR, de David Ungureit[2]

### Pintura

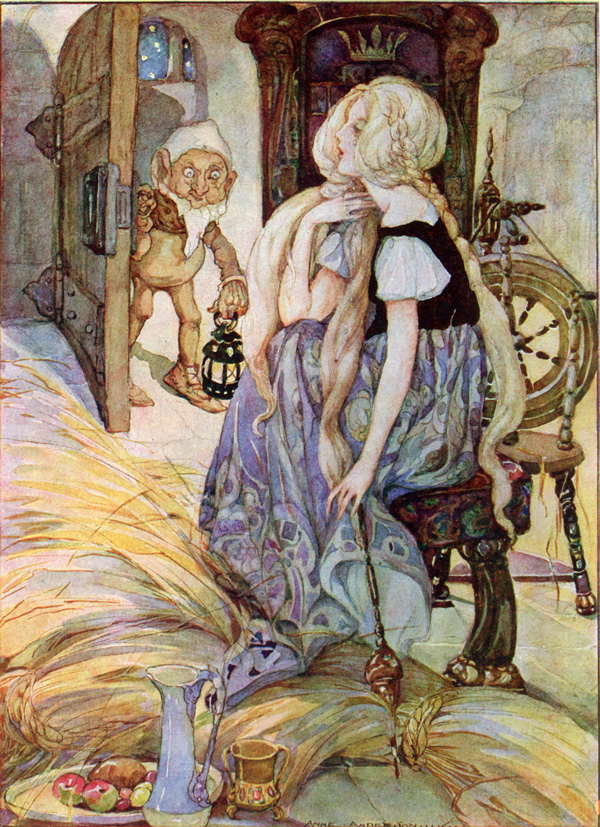
La filla del moliner per la pintora Anne Anderson

- La filla del moliner, per Anne Anderson (1874-1952)